# Calathea guianensis
Calathea guianensis là một loài thực vật có hoa trong họ Marantaceae. Loài này được Klotzsch ex Benth. & Hook.f. mô tả khoa học đầu tiên năm 1883.